# Zen (canção)
"Zen" é uma canção da artista musical brasileira Anitta, gravada para o seu álbum de estreia autointitulado. . A sua gravação decorreu em 2013, no Brasil. Foi lançada como single e promovida em rádios brasileiras, se tornou a música mais tocadas em rádios da história do Brasil. "Zen" foi o terceiro e último single do álbum de estreia autointitulado, diferente de "Não Para" e "Show das Poderosas", o videoclipe traz cenas romântica da cantora.
Em 9 de setembro de 2014 uma segunda versão foi lançada na América Latina, interpretada completamente em língua espanhola, trazendo a participação do cantor espanhol Rasel, promovendo a cantora fora do Brasil. Zen foi indicado ao Grammy Latino de Melhor Canção Brasileira.

## Antecedentes e promoção
Após o lançamento do disco Anitta em de 2013, começou a tocar Zen em vários lugares do Brasil e também em Portugal e na Argentina. "Zen" foi promovida nas rádios Brasileiras, sem receber qualquer outro tipo de divulgação como canções anteriores. O vídeo clipe foi exibido em rede nacional no dia 03 de novembro de 2013 no Fantástico da Rede Globo.

## Desempenho comercial
A música foi a terceira da cantora a ir para o topo do Itunes Brasil, e também passou 6 semanas consecutivas no topo da Brasil Hot 100 Airplay. sendo a mais tocada do primeiro semestre de 2014 no Brasil.

## Videoclipe
O vídeo da canção foi gravado no Rio de Janeiro em outubro, ela afirmou ter adorado ser atriz no videoclipe, o clipe também tem a participação do cachorro de Anitta, cujo nome é Alfredo.

## Formatos e faixas
| Download digital |                    |                                                 |         |  |
| N.º              | Título             | Compositor(es)                                  | Duração |  |
| 1.               | "Zen"              | Larissa Machado Umberto Tavares Jeferson Junior | 2:45    |  |
| 2.               | "Zen" (videoclipe) |                                                 | 2:54    |  |

| Versão em espanhol |                                     |                                                 |         |  |
| N.º                | Título                              | Compositor(es)                                  | Duração |  |
| 1.                 | "Zen" (com a participação de Rasel) | Larissa Machado Umberto Tavares Jeferson Junior | 2:58    |  |

| Club Remix |                                                  |                                                 |         |  |
| N.º        | Título                                           | Compositor(es)                                  | Duração |  |
| 1.         | "Zen" (Remix Club By Umberto Tavares e Mãozinha) | Larissa Machado Umberto Tavares Jeferson Junior | 2:46    |  |

| EP Remixes |                                                  |                                                 |         |  |
| N.º        | Título                                           | Compositor(es)                                  | Duração |  |
| 1.         | "Zen" (Remix Club By Umberto Tavares e Mãozinha) | Larissa Machado Umberto Tavares Jeferson Junior | 2:46    |  |
| 2.         | "Não Para" (DJ Wally Remix)                      | Larissa Machado                                 | 3:15    |  |
| 3.         | "Eu Sou Assim"                                   | Larissa Machado Umberto Tavares Jeferson Junior | 3:04    |  |
| 4.         | "Não Para" (Boss In Drama Remix)                 | Larissa Machado                                 | 3:34    |  |

## Prêmios e indicações
| Ano  | Recipiente                            | Categoria                | Resultado |
| ---- | ------------------------------------- | ------------------------ | --------- |
| 2014 | Grammy Latino                         | Melhor Canção Brasileira | Indicado  |
| 2014 | Kids' Choice Award                    | Hit do Ano do Brasil     | Indicado  |
| 2014 | Prêmio Extra de Televisão             | Melhor Tema Musical      | Indicado  |
| 2014 | Prêmio Multishow de Música Brasileira | Melhor Música            | Indicado  |

## Desempenho nas tabelas musicais

### Paradas semanais
| Tabela musical (2013-2014)      | Melhor posição |
| ------------------------------- | -------------- |
| Brasil (Brasil Hot 100 Airplay) | 1              |

## Histórico de lançamento
| País              | Data                  | Formato(s)                                              | Gravadora |
| ----------------- | --------------------- | ------------------------------------------------------- | --------- |
| Brasil            | 4 de novembro de 2013 | Download digital Airplay streaming – versão original    | Warner    |
| América Hispânica | 9 de setembro de 2014 | Download digital streaming – versão remix (part. Rasel) | Warner    |